# Jardín de las almas
Jardín de las almas es el cuarto álbum de estudio de la banda  mexicana Camilo Séptimo. Se lanzó el 22 de septiembre de 2023 en formato físico y digital en México. Fue escrito por los tres miembros de la banda —Manuel, Jonathan y Erik—, además de Freddy Nuñez Navarro, Giancarlo Rojas Rodríguez y Sofía Thompson. La edición estuvo a cargo de la discográfica Warner Chappell Music. Mientras que la producción corrió por parte de moanday, Solo Fernández, Ryan Merchant y Just Vahagni.
Se compone de diez canciones originales del cual se extrajeron cuatro sencillos publicados como oficiales lanzados entre mayo y agosto de 2023 —un mes antes del lanzamiento del álbum—, estos incluyen; «Vueltas», «Naufragar», «Perder» y «No digas nada», aunque también destacaron temas como «Mandala».

## Antecedentes
Presentaron su nuevo álbum con una mezcla de conceptos, sonidos y texturas, integrando inteligencia artificial y elementos orgánicos. El disco consta de 10 canciones y destaca temas como «Gravedad», «Holográfico», «Heridas», «Cerca» y «Mandala». El material ofrece una etapa que permita al público conectar con mensajes sobre el perdón, el desapego y el crecimiento personal.Después de haber actuado en el Auditorio Nacional y el Palacio de los Deportes, programaron un concierto para el 21 de octubre en la Plaza de Toros Monumental de México. Este evento incluyó un repertorio de aproximadamente 28 canciones y tuvo una duración de cerca de 2 horas y 30 minutos. Además, el show contó con luces en las gradas para crear una atmósfera similar a una nave espacial, así como un pequeño escenario entre el público para presentaciones acústicas.

## Recepción
En el sitio web Rate Your Music recibió una puntuación de 2.66 sobre 5 estrellas.

## Lista de canciones
| N.º   | Título                | Escritor(es)                             | Duración |  |
| 1.    | «Heridas»             | Manuel · Jonathan · Erik · Nuñez · Rojas | 3:07     |  |
| 2.    | «No digas nada»       | Manuel · Jonathan · Erik · Nuñez · Rojas | 4:07     |  |
| 3.    | «Vueltas»             | Manuel · Jonathan · Erik · Nuñez · Rojas | 3:32     |  |
| 4.    | «Mandala»             | Manuel · Jonathan · Erik · Nuñez · Rojas | 3:44     |  |
| 5.    | «Perder»              | Manuel · Jonathan · Erik · Thompson      | 3:39     |  |
| 6.    | «Cerca»               | Manuel · Jonathan · Erik · Nuñez · Rojas | 3:04     |  |
| 7.    | «Gravedad»            | Manuel · Jonathan · Erik · Nuñez · Rojas | 2:56     |  |
| 8.    | «Holográfico»         | Manuel · Jonathan · Erik                 | 4:04     |  |
| 9.    | «Naufragar»           | Manuel · Jonathan · Erik                 | 4:03     |  |
| 10.   | «Jardín de las almas» | Manuel · Jonathan · Erik                 | 2:54     |  |
| 35:10 |                       |                                          |          |  |

## Historial de lanzamiento
| País   | Fecha                    | Formato(s)            | Sello                 | Ref.  |
| ------ | ------------------------ | --------------------- | --------------------- | ----- |
| México | 22 de septiembre de 2023 | CD + Descarga digital | Warner Chappell Music | [ 2 ] |